# Paulo Litro
Paulo Henrique Coletti Fernandes, mais conhecido como Paulo Litro (Pato Branco, 30 de outubro de 1991), é um advogado e político brasileiro filiado ao Partido Social Democrático (PSD), atualmente deputado federal pelo Paraná.

## Biografia
Filho dos políticos Luiz Fernandes Litro e Rose Coletti, em 2013 formou-se em direito pela Universidade Positivo.
Filiado ao PSDB em 2011, pertenceu a juventude do partido. Foi eleito à Assembleia Legislativa do Paraná pela primeira vez nas eleições de 2014, com 60.918 votos e reeleito em 2018 com 61.791 votos.
Assumiu, em maio de 2019, a presidência do diretório do PSDB no estado do Paraná, sucedendo Ademar Traiano e foi sucedido por Beto Richa. Em 2022 foi eleito deputado federal pelo PSD.

## Desempenho eleitoral
| Ano  | Eleição             | Partido | Candidato a       | Votos  | %     | Resultado | Ref   |
| ---- | ------------------- | ------- | ----------------- | ------ | ----- | --------- | ----- |
| 2014 | Estaduais no Paraná | PSDB    | Deputado Estadual | 60.918 | 1,06% | Eleito    | [ 7 ] |
| 2018 | Estaduais no Paraná | PSDB    | Deputado Estadual | 61.791 | 1,08% | Eleito    | [ 8 ] |
| 2022 | Estaduais no Paraná | PSD     | Deputado Federal  | 82.707 | 1,35% | Eleito    | [ 9 ] |